# Conjunto Residencial Prefeito Mendes de Moraes

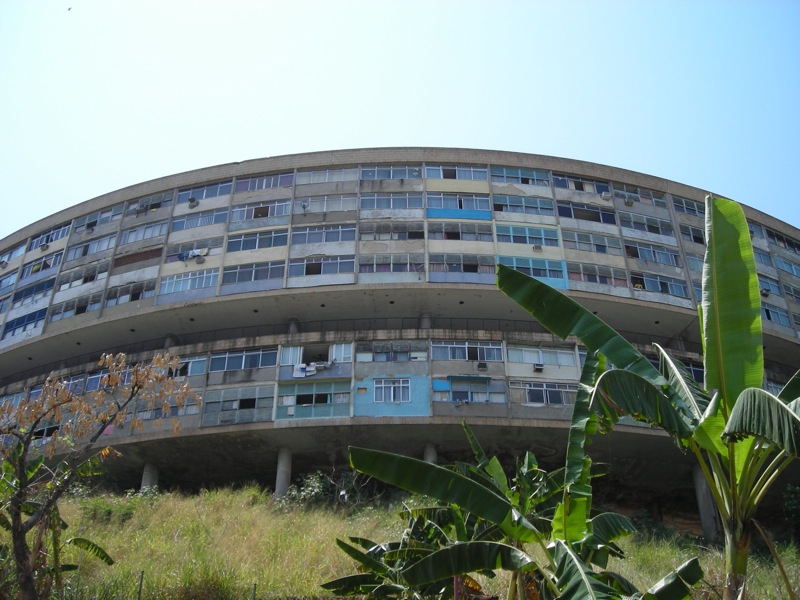
O Conjunto Residencial Mendes de Moraes (Pedregulho).

O Conjunto Residencial Prefeito Mendes de Moraes, conhecido como Pedregulho, foi projetado pelo arquiteto Affonso Eduardo Reidy (1909 - 1964) a partir de 1946, para abrigar funcionários públicos da cidade, então Distrito Federal.
O conjunto levou seis anos para ser concluído, em 1952.
Localizado no morro do Pedregulho, no bairro de Benfica, Rio de Janeiro, o Pedregulho representa a arquitetura social de Reidy, assim como a Unidade Residencial da Gávea (1952) e o Teatro Armando Gonzaga (1950), em Marechal Hermes.